# Blacksburg Electronic Village
Il Blacksburg Electronic Village (BEV), ossia il Villaggio Elettronico di Blacksburg fu un progetto di comunità online creato dalla Virginia Tech a Blacksburg (Virginia) nel 1993. Blacksburg fu la prima città cablata al mondo, e venne anche definita la prima "città digitale".

## Obiettivi
L'obiettivo del progetto fu di collegare online le comunità locali così da fornire risorse e servizi cittadini (alle famiglie, agli studenti, ecc.).